# 盧傳淞
盧傳淞（1963年10月8日—），前香港乒乓球運動員及乒乓球教練。曾經代表香港參加1988年、1992年及1996年奧運乒乓球比賽。 
1985年在瑞典哥德堡第38屆世界乒乓球錦標賽獲得男子單打季軍。1995年英聯邦乒乓球錦標賽中獲得男子團體冠軍、混雙冠軍和單打季軍。